# Chrysochlorina pulchra
Chrysochlorina pulchra är en tvåvingeart som först beskrevs av Samuel Wendell Williston  1900.  Chrysochlorina pulchra ingår i släktet Chrysochlorina och familjen vapenflugor. Inga underarter finns listade i Catalogue of Life.